# Saint-Saturnin (Sarthe)
Saint-Saturnin is een gemeente in het Franse departement Sarthe (regio Pays de la Loire). De plaats maakt deel uit van het arrondissement Le Mans. Saint-Saturnin telde op 1 januari 2022 2.773 inwoners.

## Geografie
De oppervlakte van Saint-Saturnin bedroeg op 1 januari 2022 9,66 vierkante kilometer; de bevolkingsdichtheid was toen 287,1 inwoners per km².

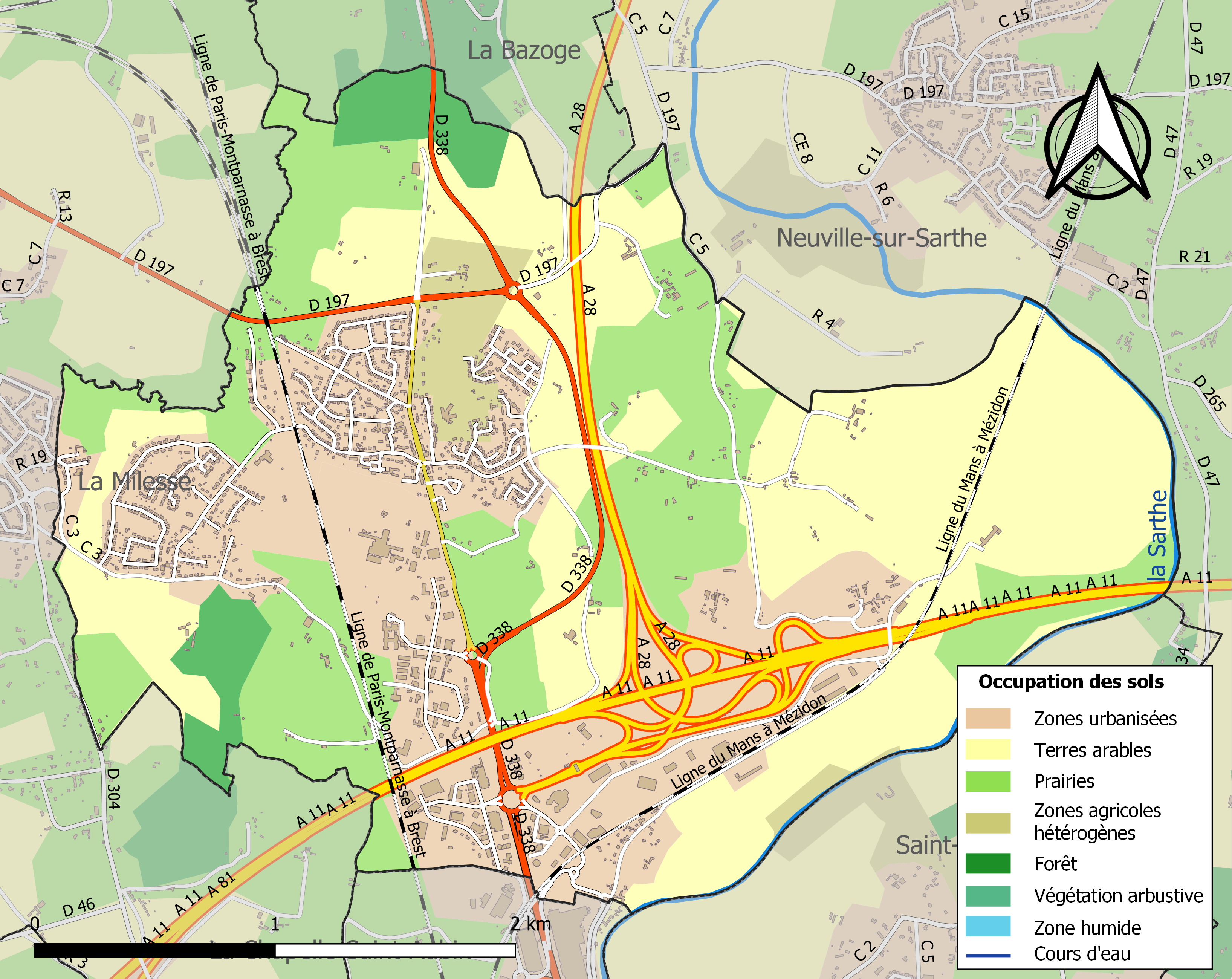
Kaart van de gemeente met de belangrijkste infrastructuur, bodemgebruik en omliggende gemeenten

## Demografie
Onderstaande figuur toont het verloop van het inwonertal (bron: INSEE-tellingen).